# Тигиль (река)
Тиги́ль (в верховье — Большой Тигиль) — река на северо-западе полуострова Камчатка. Протекает по территории Быстринского и Тигильского районов Камчатского края России.
По площади бассейна Тигиль занимает 4-е место среди рек Камчатского края и 62-е — в России.
Через реку проходит ледовая переправа 237-го км автозимника Анавгай-Палана.

## Гидрография
Длина реки 300 км, площадь водосборного бассейна — 17 800 км². В бассейне находится 2573 водотока, из них только пять имеют длину более 100 км. Коэффициент густоты речной сети 0,55 км/км², она имеет асимметричный рисунок. Берёт начало в Срединном хребте, в верховье протекает в гористой местности, в среднем и нижнем течении выходит на холмисто-увалистую равнину. Впадает несколькими рукавами в Тигильскую лагуну, которая соединяется с бухтой Большой Тигиль залива Шелихова.

### Русло
В верховье ширина реки 30-50 м, глубина 0,4-1,5 м, скорость течения 1,2 м/с, на перекатах — до 2 м/с. Небольшие пороги и перекаты чередуются с плёсами. В низовье ширина реки в отдельных местах изменяется в пределах 50-100 м, глубина — 0,5-3 м, скорость течения — 1-1,5 м/с. В низовье русло дробится на рукава, течение спокойное, здесь встречается множество островов и перекатов. По побережью произрастает каменно-берёзовый лес, в поймах — ива и тополь.

### Водный режим
Среднемноголетний расход воды в 50 км от устья 200 м³/с (объём стока 6,312 км³/год, модуль стока 16,6 л/(с×км²)). Питание реки преимущественно подземное (60-70 % годового стока); на долю снегового приходится около 20 % годового стока, дождевого — 10-20 %.
Река вскрывается в конце апреля — начале мая, пик паводка наступает в конце июня — начало июля, и при отсутствии дождей половодье прекращается к началу августа. На половодье приходится 40-45 % годового объёма стока. Ледостав наступает в конце октября — ноябре.
Среднемноголетняя мутность воды 25 г/м³, расход взвешенных наносов 4,9 кг/с, модуль стока наносов 13 т/(км²×год). Минерализация воды колеблется от сезона в пределах от 40 до 70 мг/л. По химическому составу вода принадлежит к гидрокарбонатному классу и кальциевой группе.

### Климат
Климат в бассейне Тигиля отмечается разнообразием и неустойчивостью погоды. На побережье он морской, зимой со средней температурой от −10 °C, в верховьях понижается до −20…−30 °C. Устойчивый снежный покров появляется во второй половине октября, его мощность составляет 40-60 см, в предгорьях до 2,5 м. Запасы воды в снежном покрове в зависимости от высоты местности и её защищённости находятся в пределах 130—220 мм. Ранней осенью возможны заморозки, дневная температура воздуха +8…+16 °C, ночная — +5…+3 °C. Лето прохладное, продолжительностью 2-4 месяца, характеризуется пасмурной, дождливой погодой.

### Притоки
В верховье и среднем течении преобладают правобережные притоки, они существенно длиннее левобережных.
Объекты перечислены по порядку от устья к истоку.
- 6 км: Хатанкина
- 11 км: Кульки
- 14 км: Напана
- 19 км: Гаванка
- 29 км: Кипина
- 32 км: Половинка
- 37 км: Крутая
- 43 км: Шарыповская
- 44 км: Подземная
- 48 км: Рассошина (Латаева)
- 51 км: Сарайная
- 54 км: Дальняя
- 58 км: Шадрина
- 67 км: Щековская
- 68 км: Изменная
- 71 км: Ключик
- 75 км: Половинная
- 80,6 км: Пирожникова
- 81 км: Левая Пирожникова
- 91 км: река без названия
- 99 км: Седанка
- 108 км: Калгауч
- 121 км: Кызлым
- 129 км: Переваловая
- 139 км: Тхалныч
- 148 км: Жгачка
- 159 км: Крохалиная
- 166 км: Тополевая 1-я
- 170 км: Тополевая 2-я
- 179 км: река без названия
- 182 км: Толстихинская
- 201 км: Чавыча
- 222 км: река без названия
- 224 км: Белая
- 243 км: река без названия
- 246 км: Копкан, Правый Копкан
- 262 км: река без названия
- 265 км: река без названия
- 276 км: Малый Тигиль
- 289 км: река без названия

## Исторические сведения
Река открыта в 1697 году В. В. Атласовым, хотя есть вероятность, что русские землепроходцы посещали её уже в 60-е годы XVII века. Вскоре река стала использоваться как магистральный путь, связывающий северо-западную Камчатку с центральной частью полуострова и его восточным берегом. В 1752 году на правобережье недалеко от устья была основана Тигильская крепость.
В 1756 году в устье реки Тигиль на зимовку впервые зашло морское судно — корабль «Св. Николай». Его команда на побережье воздвигла маяк, а на стрелке Тигиля и Гаванки построила несколько жилых и складских домов, названных по имени корабля — Никольской крепости (впоследствии Усть-Тигиль).

### Происхождение названия
На первых русских картах река называлась Кыгим, Кыгил, Кутил. Вероятно основе этих названий лежит ительменское слово кыг — «река». Однако не исключается, что Тигиль — имя собственное, встречающееся как таковое в русских документах XVIII века. Современное название реки утвердилось в 1740 году.
Корякское название реки Мырымрат, в переводе — «место морских зверей».

## Ихтиофауна
Река Тигиль является местом обитания лососёвых.